# シークレット・エージェント・マン
シークレット・エージェント・マン（Secret Agent Man）はアメリカ合衆国で制作され、2000年3月7日から7月28日までUPNで放送された海外ドラマである。日本でビデオ・DVD化された際の邦題は『ザ・シークレット エージェント』。メン・イン・ブラックシリーズの監督として知られるバリー・ソネンフェルドによるスパイ・アクションで、スタイリッシュな映像表現が特徴。モンク、ホリディ、デイヴィスの三人の凄腕スパイが「名も無き組織」の秘密捜査員(シークレットエージェント)として戦う様を描く。
なお、1960年から1962年と、1964年から1968年にかけてイギリスで制作され、全4シリーズで放送された海外ドラマ『デンジャー・マン』（Danger Man。アメリカでの放送時は『Secret Agent』（シークレット・エージェント）に改題）とは全くの別物である。

## 主な登場人物およびキャスト
- モンク(Monk)
コスタス・マンディロア Costas Mandylor - 声:小杉十郎太
誕生日、血液型などは行動を読まれる可能性があるため全て機密。ジェームズ・ボンドも真っ青のプレイボーイ[1]。かつての恋人プリマと命を賭けて戦うことになる。
- ホリデイ(Holiday)
ディナ・メイヤーDina Meyer - 声:佐々木優子
モンクとは性的に惹かれあっているものの、強靭な精神力で抑えている。初恋の相手は高校時代のライリー先生。だが実は母校そのものがスパイを要請するための訓練校だったことに気付く。
- デイヴィス(Davis)
ドンドレ・ホイットフィールドDondre Whitfield - 声:乃村健次
"資材管理部"の部長。全米にくまなく配置された組織の秘密物資を輸送するシステムなどを管理する。至る所に隠された電話を使い、必要な物資を調達できる。
- ブルベック(Brubeck)
ポール・ギルフォイルPaul Guilfoyle - 声:勝部演之
"組織"の司令官。常に冷静沈着だが、時々ふらりと休暇をとって出かけてしまう。休暇を取った際はホリディに指揮を一任したこともある(第六話)。
- プリマ(Prima)#11
Musetta Vander - 声:日野由利加
モンクの元恋人。犯罪組織トリニティに寝返る。ホリディをライバル視している。

## 物語の設定
- 本部
組織の本部は地下深くに設置されているが、そこにたどり着くためにはFedExのバンを経由してエレベーターに乗らなければならない。

- FedEx
組織の秘密捜査員の異動には専らFedExが使用される。海外へ行く場合などはFedExの航空機を使用する。

- エルダース
アメリカ大統領選挙を過去200年間に渡り影からコントロールしてきた秘密組織。

## 各話タイトル
- 第1話 超能力少年に母の愛を "From Prima with Love"
- 第2話 美しき暗殺者に熱いキスを "Back to School"
- 第3話 暗い海の底に永遠なる静寂を "WhupSumAss"
- 第4話 罪深き教祖に死の儀式を "Life Father, Like Monk"
- 第5話 ホリデイに休日を "Supernaked"
- 第6話 可愛いボスに素敵なディナーを "The Elders"
- 第7話 危険なパートナーに最後の夜を "The Face"
- 第8話 悪役レスラーに友情の証を "Sleepers"
- 第9話 チャイナドールにもういちど笑顔を "Uncle S.A.M."
- 第10話 多忙なスパイに快適な空の旅を "Fail-Safe"
- 第11話 父の背中に遠き日の面影を "TKO Henry"
- 第12話 明るい未来に清き一票を "The Breach"